# 서부농수산물도매시장
서부농수산물도매시장(西部農水産物都賣市場)은 광주광역시 서구 매월2로 16에 위치한 농수산물도매시장이다.

## 같이 보기
- 각화동농산물도매시장